# Mabana
Mabana és un municipi de Guinea Equatorial, de la província d'Annobón i situat a l'illa homònima. Abans era coneguda com a San Antonio del Sur o San Pedro.